# Greyson Chance
Greyson Michael Chance (sinh ngày 16 tháng 8 năm 1997) là một ca sĩ pop-rock, nhạc sĩ người Mĩ, nghệ sĩ dương cầm. Năm 2010, cậu cover lại Paparazzi của Lady Gaga và trở thành một hit trên YouTube, tính đến ngày 11 tháng 5 năm 2013, lượt xem trên YouTube đối với ca khúc này đã đạt con số 51 triệu, ngay sau đó cậu lại được xuất hiện trên The Ellen DeGeneres Show. 
Đĩa đơn đầu tay của cậu ấy - Waiting Outside the Lines, được phát hành vào tháng 10, năm 2010. Album đầu tay "Hold On 'til the Night", phát hành vào ngày 2 tháng 8, năm 2011.

## Tiểu sử
Chance sinh vào ngày 16 tháng 8 năm 1997, Wichita Falls, Texas và hiện tại, cậu sống ở Edmond, Oklahoma. Cậu là con trai út của ông Scott và bà Lísa. Chance có một người chị, tên là Alexa và một người anh là Tanner, cả hai người họ đều làm công việc liên quan tới âm nhạc. Chance bắt đầu học piano vào năm 8 tuổi, và có 3 năm để luyện tập, tuy nhiên, cậu bé Chance không được đào tạo bài bản về thanh nhạc. Chance mang trong mình dòng máu Đức, Anh, Ba Lan và Séc từ tổ tiên.

Chance nói rằng cậu lấy cảm hứng từ Lady Gaga khi xem cô biểu diễn Paparazzi tại MTV Video Music Awards 2009, cậu nói rằng "Tôi đã thật sự bị cuốn hút bởi Lady Gaga, tôi yêu cảm quan của cô ấy về bộ phim và sân khấu. Ngoài ra, cô ấy còn là một ca sĩ, người chơi piano tuyệt vời". Ngoài Lady Gaga cậu còn bị ảnh hưởng bởi John Legend, Elton John, Christina Aguilera.
| “ | Tôi yêu những nghệ sĩ có thể truyền tải cảm xúc của mình thông qua âm nhạc và có thể hát từ trái tim | ” |

## Sự nghiệp
Video cover bài hát Paparazzi của Chance được đưa lên YouTube vào ngày 28 tháng 4 năm 2010, đã có ít nhất hai trang mạng xã hội là GossipBoy.ca và reddit.com chia sẻ. Anh trai của cậu, Tanner, đã gợi ý cho Ellen DeGeneres - một người dẫn chương trình hàng đầu tại Mĩ xem MV đó, khi Ellen bắt đầu xem, video đã có khoảng 10.000 lượt xem, bị ấn tượng bởi Greyson, Ellen quyết định mời cậu bé ghi âm chương trinh nổi tiếng của mình - The Ellen DeGeneres Show vào ngày 12 tháng 1 năm 2010. Vào thời điểm cậu dậy thì, tức lúc vỡ giọng vào năm 15 tuổi, cậu đã bị buộc phải rời khỏi công ty quản lý trong lúc đang ấp ủ một album mới vì giọng cậu bị ảnh hưởng khi vỡ giọng. Nhưng nhờ sự háo hức mong chờ của Enchancer (tên fan của cậu) cậu đã bắt đầu lại từ đầu và làm nên Planet X (tên album đánh dấu bước trưởng thành trong giọng hát của Greyson với tông giọng trầm vô hạn). Sau đó Greyson Chance chuyển sang công ty khác và ra mắt đĩa đơn Afterlife vào năm 2015, Full album S.O.M.H (Somewhere over my head) vào đầu 2016.

## Danh sách đĩa hát

### Album
| Hold on 'til the Night | - Năm phát hành: ngày 2, tháng 8, năm 2011 - Nhà phát hành: eleveneleven, Maverick Records, Geffen Records, Streamline - Định dạng: CD, kĩ thuật số | 29             | - Mĩ: 16,000 (tuần đầu tiên) |                |                |
| Planet X               | - Năm phát hành: 2014 - Nhà phát hành: Bill Silva Management - Định dạng: CD,kĩ thuật số                                                            | Chưa phát hành | Chưa phát hành               | Chưa phát hành | Chưa phát hành |

### Bản mở rộng
| Tên đĩa               | Thông tin |
| --------------------- | --- |
| Truth Be Told, Part 1 | - Năm phát hành: ngày 29 tháng 10 năm 2012 - Nhà phát hành: eleveneleven, Maverick, Geffen, Atom Factory - Định dạng: CD, digital download |

### Đĩa đơn
| Tên single                  | Năm phát hành | Vị trí cao nhất | Vị trí cao nhất | Album                  |
| Tên single                  | Năm phát hành | US              | BEL (FL)        | Album                  |
| --------------------------- | ------------- | --------------- | --------------- | ---------------------- |
| "Waiting Outside the Lines" | 2010          | 112             | 95              | Hold On 'til the Night |
| "Unfriend You"              | 2011          | —               | —               | Hold On 'til the Night |
| "Hold On 'til the Night"    | 2011          | —               | —               | Hold On 'til the Night |
| "Take a Look at Me Now"     | 2012          | —               | —               | Hold On 'til the Night |
| "Sunshine & City Lights"    | 2012          | —               | —               | Truth Be Told, Part 1  |
| "Thrilla In Manila"         | 2014          | —               | —               | Planet X               |

### Video ca nhạc
| Năm phát hành | Tên bài hát                 | Đạo diễn                    |
| ------------- | --------------------------- | --------------------------- |
| 2010          | "Waiting Outside the Lines" | Sanaa Hamri                 |
| 2011          | "Unfriend You"              | Marc Klasfeld               |
| 2011          | "Hold On 'til the Night"    | Dano Cerny, Marielle Tepper |
| 2012          | "Sunshine & City Lights"    | Clarence Fuller             |

### Tour diễn
- Waiting 4U Tour
- Dancing Crazy Tour

### Danh sách giải thưởng và danh hiệu
| Năm  | Danh mục được đề cử                               | Giải thưởng                    | Kết quả   |
| ---- | ------------------------------------------------- | ------------------------------ | --------- |
| 2010 | Choice Web Star                                   | Teen Choice Awards             | Đề cử     |
| 2010 | Icon of Tomorrow                                  | J-14 Teen Icon Awards          | Đề cử     |
| 2010 | Teen Pick: YouTube Artist                         | Hollywood Teen TV Awards       | Đoạt giải |
| 2011 | Favorite Viral Video Star                         | People's Choice Awards         | Đề cử     |
| 2011 | Rockin’ New Artist of the Year                    | Youth Rock Awards              | Đoạt giải |
| 2012 | Most Popular New International Artist of the Year | MTV-CCTV Mandarin Music Awards | Đoạt giải |
| 2013 | Most Dedicated Fan Army                           | Heat Tweets Award              | Đoạt giải |
| 2013 | Greatest YouTube Star                             | Popdust Award                  | Đề cử     |